# Salacca zalacca
Salak (Salacca zalacca) é uma espéce de palmeira (família Arecaceae) nativa de Java e Sumatra na Indonésia. É cultivada em outras regiões como alimento, tendo sido implantada em Bali, Lombok, Timor, Malásia, Molucas e Celebes.

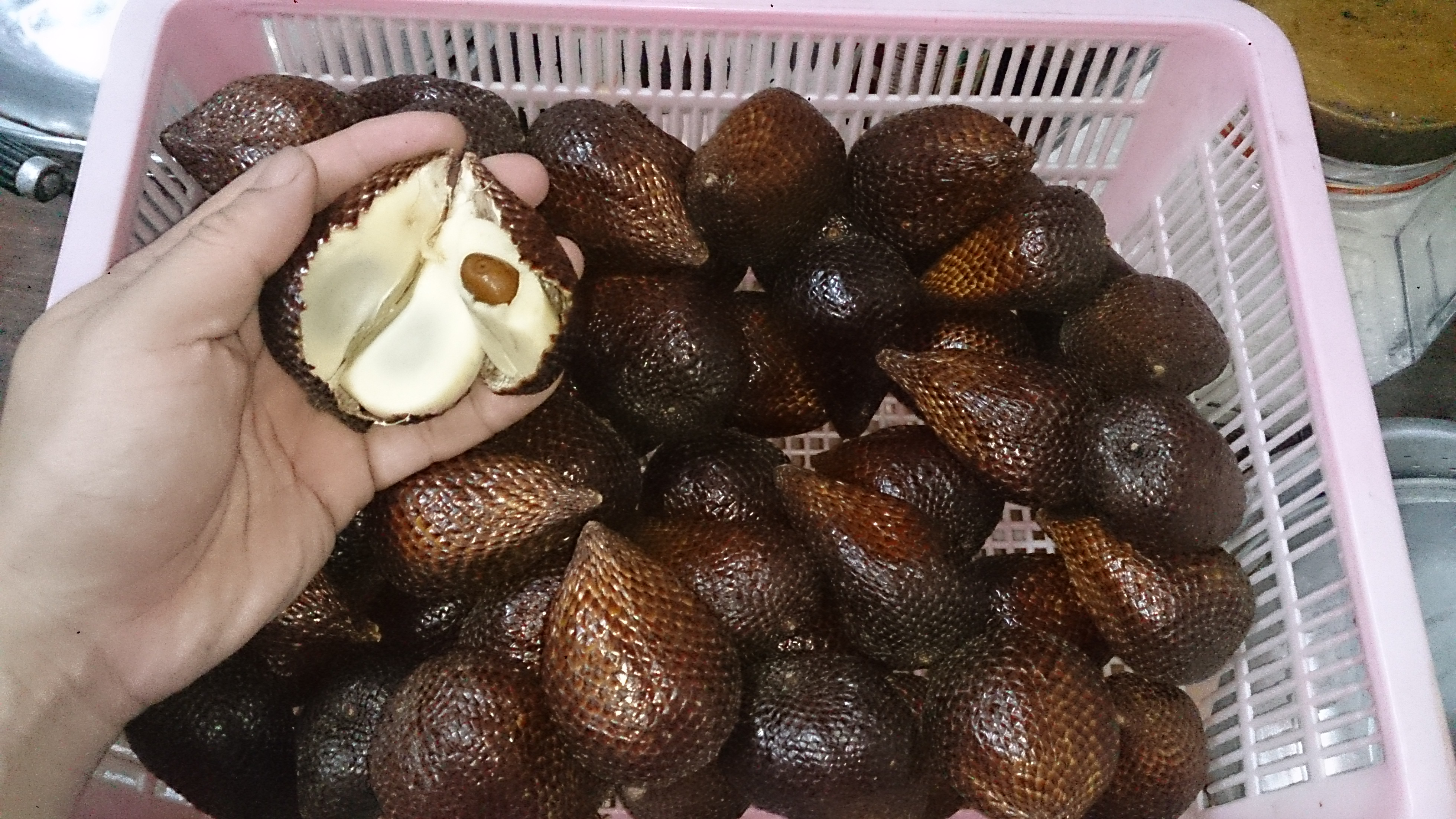
Salak exportado da Indonésia

É uma palmeira de curto porte, como folhas com mais de 6 metros (20 pé) de comprimento. Cada palma tem pecíolo de 2 metros com espinhos de mais de 15 centímetros (5,9 pol) de comprimento, e numerosas folhas. As frutas crescem em grupos na base da palmeira e são também conhecidas por fruta da serpente em função das escalas de marrom avermelhado de sua casca. Elas se assemelham no formato e tamanho ao figo (ficus). De polpa comestível, pode ser descascada apertando a ponta, o que deve fazer com que a casca se desprenda para que possa ser afastada. O interior da fruta consiste em três lóbulos com os dois maiores, ou mesmo os três, contendo uma grande semente. Os lóbulos se assemelham e têm a consistência de grandes dentes de alho descascados. O sabor é geralmente doce e ácido, com uma forte propriedade adstringente, mas sua textura semelhante a uma maçã pode variar de muito seco ( salak pondoh  de Yogyakarta) para úmido e crocante (salak Bali).<ref>Mogea, Johanis P. 1982. Salacca zalacca var. amboinensis. Principes 26: 71. </ ref>

## Cultivo
A árvore de salak foi cultivada em toda a Indonésia, e existem pelo menos 30 culturas, a maioria das quais gera fruto de sabor adstringente e doce. Duas populares áreas de cultivo são salak pondoh da província Yogyakarta (encontrado na década de 1980) e salak Bali da ilha de Bali.

### Salak pondoh
Salak pondoh  é uma fruta importante na província de Yogyakarta na ilha de Java. Nos cinco anos até 1999, a produção anual em Yogyakarta duplicou para 28.666 toneladas. Sua popularidade (em comparação com outras áreas de cultivo) entre os consumidores indonésios locais deve-se principalmente à intensidade do seu aroma e ao seu sabor doce mesmo antes de atingir a maturidade total.
Salak pondoh  tem mais três variedades superiores, a saber,  pondoh super , 'pondoh hitam' '(pondoh preto) e' 'pondoh gading' '(pondoh de marfim / pele amarela).

### Salak Bali
Salak Bali é comumente vendido em toda a ilha de Bali, e é uma fruta popular com os habitantes locais e turistas. A variedade dá uma sensação de amido na boca, com um sabor que lembra o abacaxi diluído e o suco de limão.

### Salak gula pasir
O mais caro salak de Bali é o  gula pasir  (literalmente "açúcar de areia" ou "açúcar de grão", referente ao seu grau fino), que é menor do que o salak normal e é o mais doce de todos os salak . O preço em Bali é RU da Indonésia 15,000-30,000 (US $ 1,50-3,00) por quilograma, dependendo da época do ano.
Salak gula pasir ou também conhecido como Sugar Salak, é célebre por sua suculenta suavidade às vezes fermentado em vinho Salak, que tem um teor alcoólico de 13,5 por cento, semelhante ao vinho tradicional feito de uvas.